# Balázs Ferenc (festő)
Balázs Ferenc (Békésszentandrás, 1959. április 4.–) festő, grafikus.

## Iskolái
1972–1975, 1975–1976: Szegedi, ill. Budapesti Képző- és Iparművészeti Gimnázium.
1992–95: a Fiatal Képzőművészek Stúdiója tagja. "Szür-expresszionizmusként" meghatározott művészetében a tudatalatti, a szimbólumok és a kifejezés intenzitása egyaránt fontos szerepet kapnak.

## Egyéni kiállítások
- 1992 Home Galéria, Budapest

## Válogatott csoportos kiállítások
- 1992–1995 • Fiatal Képzőművészek Stúdiója éves kiállításai.